# Шахматный Оскар
Ша́хматный О́скар — ежегодная награда, присуждаемая шахматисту, который в течение последних 12 месяцев добился отличных спортивных и творческих результатов.
Шахматный Оскар учреждён в 1967 году, присуждался голосованием шахматных журналистов (AIPE). В дальнейшем к ним присоединились организаторы турниров, тренеры. После распада AIPE в 1988 году награда не присваивалась. В 1995 году по инициативе шахматного журнала «64» награждение было восстановлено. С 2014 года награда не вручается.

## История
Впервые идея определять лучшего шахматиста года по версии шахматной прессы возникла в конце 1967 года во время международного турнира в Пальма-де-Мальорке, одним из организаторов которого был каталонский шахматный журналист и деятель Жорди Пуиг-и-Лаборда (кат. Jordi Puig i Laborda). В турнире победил датчанин Бент Ларсен, для которого это была уже четвертая подряд победа в международных турнирах 1967 года, поэтому журналисты присудили ему только что основанный приз. В 1968 году зарегистрировали Международную ассоциацию шахматной прессы (AIPE), а «Оскар» начали вручать уже официально. В 1967—1972 годах церемония вручения проходила во время международного турнира в Пальма-де-Мальорке, в 1973 — в Мадриде, а с 1974 до 1988 года — в Барселоне.
К 1972 году статуэтка имела вид всадника на коне, в 1973 года это был взбирающийся на дерево медвежонок (герб Мадрида), а в 1974—1988 статуэтка «Оскара» была уменьшенной копией знаменитой барселонской скульптуры «Дама под зонтиком». В 1988 году после смерти Жорди Пуига деятельность AIPE, а также вручение «Оскара», была прекращена.
Присуждение награды возобновилось в 1995 году по инициативе российского журнала «64». Изначально статуэтка символизировала вечно молодую Москву, потом — это был мужчина в лодке, герой повести Николая Лескова «Очарованный странник». Последнее вручение состоялось в 2013 году.
Рекордсмены по числу наград:
- Гарри Каспаров — 11
- Анатолий Карпов — 9
- Вишванатан Ананд — 6
- Магнус Карлсен — 5

## Победители
| Год                      | Победитель       | Страна    |
| ------------------------ | ---------------- | --------- |
| 1967                     | Бент Ларсен      | Дания     |
| 1968                     | Борис Спасский   | СССР      |
| 1969                     | Борис Спасский   | СССР      |
| 1970                     | Роберт Фишер     | США       |
| 1971                     | Роберт Фишер     | США       |
| 1972                     | Роберт Фишер     | США       |
| 1973                     | Анатолий Карпов  | СССР      |
| 1974                     | Анатолий Карпов  | СССР      |
| 1975                     | Анатолий Карпов  | СССР      |
| 1976                     | Анатолий Карпов  | СССР      |
| 1977                     | Анатолий Карпов  | СССР      |
| 1978                     | Виктор Корчной   | Швейцария |
| 1979                     | Анатолий Карпов  | СССР      |
| 1980                     | Анатолий Карпов  | СССР      |
| 1981                     | Анатолий Карпов  | СССР      |
| 1982                     | Гарри Каспаров   | СССР      |
| 1983                     | Гарри Каспаров   | СССР      |
| 1984                     | Анатолий Карпов  | СССР      |
| 1985                     | Гарри Каспаров   | СССР      |
| 1986                     | Гарри Каспаров   | СССР      |
| 1987                     | Гарри Каспаров   | СССР      |
| 1988                     | Гарри Каспаров   | СССР      |
| 1989—1994 не присуждался |                  |           |
| 1995                     | Гарри Каспаров   | Россия    |
| 1996                     | Гарри Каспаров   | Россия    |
| 1997                     | Вишванатан Ананд | Индия     |
| 1998                     | Вишванатан Ананд | Индия     |
| 1999                     | Гарри Каспаров   | Россия    |
| 2000                     | Владимир Крамник | Россия    |
| 2001                     | Гарри Каспаров   | Россия    |
| 2002                     | Гарри Каспаров   | Россия    |
| 2003                     | Вишванатан Ананд | Индия     |
| 2004                     | Вишванатан Ананд | Индия     |
| 2005                     | Веселин Топалов  | Болгария  |
| 2006                     | Владимир Крамник | Россия    |
| 2007                     | Вишванатан Ананд | Индия     |
| 2008                     | Вишванатан Ананд | Индия     |
| 2009                     | Магнус Карлсен   | Норвегия  |
| 2010                     | Магнус Карлсен   | Норвегия  |
| 2011                     | Магнус Карлсен   | Норвегия  |
| 2012                     | Магнус Карлсен   | Норвегия  |
| 2013                     | Магнус Карлсен   | Норвегия  |

Между 1982 и 1988 годом Шахматный Оскар присуждался также лучшим шахматисткам.
| Год  | Победитель         | Страна  |
| ---- | ------------------ | ------- |
| 1982 | Нона Гаприндашвили | СССР    |
| 1983 | Пиа Крамлинг       | Швеция  |
| 1984 | Майя Чибурданидзе  | СССР    |
| 1985 | Майя Чибурданидзе  | СССР    |
| 1986 | Майя Чибурданидзе  | СССР    |
| 1987 | Майя Чибурданидзе  | СССР    |
| 1988 | Юдит Полгар        | Венгрия |

## По странам среди мужчин
| Страна    | Побед |
| --------- | ----- |
| СССР      | 17    |
| Россия    | 7     |
| Индия     | 6     |
| Норвегия  | 5     |
| США       | 3     |
| Болгария  | 1     |
| Дания     | 1     |
| Швейцария | 1     |

## По странам среди женщин
| Страна  | Побед |
| ------- | ----- |
| СССР    | 5     |
| Венгрия | 1     |
| Швеция  | 1     |